# Чопо
Чопо (на суахили Tshopo) е една от провинциите на Демократична република Конго. Разположена е в централната част на страната. Името ѝ идва от река Чопо. Столицата на провинцията е град Кисангани. Площта на Чопо е 199 567 км², а населението, според проекция за юли 2015 г., е 2 352 000 души. Най-масово говореният език в провинцията е езикът суахили.